# Giulio De Rossi
Giulio De Rossi (1525 – Diano Castello, 1591) è stato un pittore italiano, attivo nel Ponente Ligure nel secolo XVI.

## Vita ed opere
Figlio del maestro Raffaello De Rossi, pittore fiorentino che nella prima metà del XVI secolo ha introdotto nel Ponente Ligure le innovazioni di stampo rinascimentale desunte dai modelli fiorentini della sua formazione giovanile ad arricchimento di un tessuto culturale povero e appiattito dagli immobili gusti locali.
Ha appreso l'arte dal padre, seguendolo e collaborando con lui nella bottega di famiglia di Diano Castello e nei vari cantieri dove essi erano chiamati ad operare.
Con l'avvento degli anni Sessanta poi egli ha assunto la conduzione del laboratorio, incidendo profondamente anche sulla produzione artistica, e quando l'anziano genitore è scomparso ha ereditato la bottega. 
Tutto ciò è avvenuto in un momento particolarmente favorevole per la sua attività, essendo il periodo della temperie devozionale post-tridentina, con la riaffermazione del culto dei santi e delle immagini sacre dettata dal Concilio di Trento. Giulio De Rossi ha saputo approfittare convenientemente di tali contingenze, incrementando la produzione della sua bottega, ripetendo modi e formule desunte dalla pittura del padre da cui aveva tratto notorietà, riconducendoli però a forme stereotipate, nelle quali l'unico accento di modernità era dato dall'uso delle tinte acidule del primo manierismo. 
Sono da attribuire al tempo della collaborazione con l'anziano maestro Raffaello il Polittico di San Bernardo di Evigno (Diano Arentino 1552), il Polittico della salita al Calvario di Borgomaro, le Tavole dei Santi Pietro e Paolo per il santuario di Coronata in Genova, un tempo poste ai lati della Sacra Famiglia attribuita a Perin del Vaga, un Polittico per la cappella della  Santa Croce a Diano Castello, il Polittico della Vergine per la chiesa di Sant'Antonio di Tovo Faraldi (1560-1562), il Polittico di San Bartolomeo e Santi per San Bartolomeo al Mare (1562), un'ancona per la chiesa di Diano Borello (1564), il Polittico della Vergine Incoronata di Casanova Lerrone, il Polittico dell'Assunta di Leca  d'Albenga (1563-1567), un'ancona della Vergine per la chiesa di San Matteo di Villa Guardia (1564-1568) e il Polittico di San Paolo di Aurigo (1569). E dello stesso periodo anche un prezioso ciborio in legno intarsiato e dorato di forma esagonale e recante immagini di santi, eseguito nel 1568 per la chiesa parrocchiale di Prelà Castello, ora conservato nel Museo Diocesano d'Albenga. 
Sono da attribuire invece soltanto alla mano di Giulio De Rossi, e nelle opere più tarde a lui e a suo figlio Orazio, la Pala della Santissima Trinità di Rollo (Andora 1572), il Polittico dell'Annunciazione del Santuario di Nostra Signora della Rovere e il Polittico dell'Immacolata di Poiolo (entrambe borgate di San Bartolomeo al Mare), la Pala del Crocifisso di Borello (Diano Arentino), il Trittico di San Bernardo di Deglio Faraldi (anni 1572-78), il Polittico di Santo Stefano di Chiusanico, il Trittico di Sant'Anna di Vasia, la Paletta di San Giovanni Evangelista a Patmos di Borgoratto. A questi dipinti ne vanno aggiunti altri, andati perduti, per i quali si hanno solo notizie d'archivio: l'Ancona del Crocifisso di Riva Faraldi (1572-73), la Pala del Crocifisso di Diano Arentino (1589), le Pale dell'Annunziata e del Rosario, entrambe a Lingueglietta (1589-1591) e, infine, un'ancona commissionatagli dai massari dell'oratorio della piccola borgata dianese dei Porcili, dipinto che la morte gli ha impedito di completare e che è stato poi ultimato dal figlio Orazio. 
Per le evidenti analogie, i dipinti di Giulio De Rossi e quelli del padre, il maestro Raffaello, in passato sono stati attribuiti ad un unico artista, ascritto nella storia dell'arte con l'immotivato pseudonimo "Pancalino" originato da un errore d'interpretazione dell'iscrizione apposta alla base del Trittico di San Bernardo di Deglio Faraldi, che invece si riferiva ai committenti dell'opera.